# Атмосфера Тритона
Атмосфера Тритона — газовый слой, окружающий Тритон. Атмосферное давление на поверхности Тритона составляет только 14 микробар (1,4 Па или 0,0105 мм рт. ст.), 1⁄70 000 от атмосферного давления на поверхности Земли. Атмосфера представлена азотом по аналогии с атмосферой Титана и Земли. Атмосфера Тритона простирается на 800 км над поверхностью Тритона. Недавние наблюдения показали, что её температура повышается.
| Газ | Парциальное давление в 1989 году, мкбар | Парциальное давление в 2010 году, мкбар |
| --- | --------------------------------------- | --------------------------------------- |
| N2  | 14 ± 1                                  | 19+1,8 −1,5 или 39 ± 4                  |
| CH4 | (1.6–2.4) × 10-3                        | 0,98 ± 0,37 × 10−2                      |
| CO  | ?                                       | 2.4 × 10-2                              |

## Состав
Азот является основным газом в атмосфере Тритона. Двумя другими известными компонентами являются метан и монооксид углерода, содержание которых составляет несколько сотых процента от содержания азота. Монооксид углерода, открытый только в 2010 году по данным наземных наблюдений, немного более распространён, чем метан. С 1986 года содержание метана относительно содержания азота возросло в 4-5 раз вследствие сезонного потепления на Тритоне, прошедшем момент солнцестояния в 2001 году.
Другими возможными компонентами атмосферы Тритона могут являться аргон и неон. Поскольку эти газы не были обнаружены в ультрафиолетовой части спектра Тритона по данным Вояджера-2 в 1989 году, то содержание данных газов считается не превышающим нескольких процентов. В дополнение к упомянутым газам внешняя часть атмосферы содержит значительное количество атомарного и молекулярного водорода, создаваемого при фотолизе метана. Водород быстро покидает Тритон и становится источником плазмы в магнитосфере Нептуна.
Другими объектами Солнечной системы с атмосферами похожего состава являются Земля, Титан, Плутон и, возможно, Эрида.

## Структура
Атмосфера Тритона обладает хорошо выраженной структурой. Атмосфера простирается до 800 км над поверхностью, где начинается экзосфера, давление на поверхности составляло около 14 микробар в 1989 году. Это всего лишь 1/70 000 доля атмосферного давления на поверхности Земли. Температура на поверхности составляла при этом не менее 35,6 K, поскольку азотный лёд на Тритоне находился в более тёплой, шестиугольной модификации, а фазовый переход между шестиугольным и кубическим состояниями происходит именно при указанной температуре. Верхним пределом температуры являются примерно 40 (K), оценка получена из равновесия давления пара для азотного газа. Наиболее вероятной температурой являлась 38 ± 1 K по состоянию на 1989 год. В 1990-х годах температура, вероятно, повысилась примерно на 1 K вследствие общего потепления, поскольку в южном полушарии Тритона наступало лето.
Конвекция вблизи поверхности Тритона, нагреваемого Солнцем, создаёт тропосферу (область с погодой), простирающуюся до высоты около 8 км. В ней температура понижается с высотой и достигает минимальной температуры 36 K в тропопаузе. Отсутствует стратосфера, определяемая как слой, в котором нагрев от тропосферы и термосферы уравновешивается охлаждением за счёт излучения . Более высокие области включают термосферу (8–850 км) и экзосферу (над 850 км). В термосфере температура поднимается и достигает постоянного значения 95 K выше 300 км. Верхняя часть атмосферы непрерывно продолжается и переходит в космическое пространство вследствие малой гравитации Тритона. Темп потери атмосферы составляет около 1⋅1025 молекул азота в секунду или 0.3 кг/с.

## Погода
Частицы азотного льда формируют облака в тропосфере на высоте нескольких километров над поверхностью Тритона. Над ними существует слой дымки, простирающийся до высоты 30 км над поверхностью. Предполагается, что дымка состоит в основном из углеводородов и нитрилов, образовавшихся под воздействием на метан ультрафиолетового излучения от Солнца и звёзд.
В 1989 году Вояджер-2 обнаружил, что вблизи поверхности существует ветер, дующий на восток или северо-восток со скоростью около 5–15 м/с. Направление ветра определялось по наблюдениям тёмных полос на южной полярной шапке, которые обычно вытянуты с юго-запада на северо-восток. Считается, что ветер связан с сублимацией азотного льда с южной полярной шапки, поскольку в 1989 году на южном полюсе Тритона было лето. Газообразный азот движется к северу и отклоняется вследствие силы Кориолиса к востоку, формируя антициклон вблизи поверхности. Тропосферный ветер способен переносить частицы размерами около микрометра, формируя полосы.
На высоте 8 км в атмосфере вблизи тропопаузы ветер меняет направление, он дует на запад и создаётся разницей температур между полюсами и экватором. Ветер на такой высоте может искажать атмосферу Тритона, делая её асимметричной. Асимметрия в действительности наблюдалась при покрытии звёзд Тритоном в 1990-х годах.
Атмосфера достаточна плотна для того, чтобы могли формироваться дюны.

## Наблюдения и исследования

### До Вояджера-2
До сближения с Вояджером-2 предполагалось, что атмосфера Тритона состоит из азота и метана и имеет плотность около 30% от плотности земной атмосферы. Как оказалось, это слишком завышенная оценка, как и предсказываемая плотность атмосферы Марса.

### Вояджер-2
Вояджер-2 пролетел мимо Тритона спустя пять часов после сближения с Нептуном во второй половине августа 1989 года. В ходе пролёта Вояджер-2 провёл измерения атмосферы и обнаружил в атмосфере метан и азот.

### Последующие наблюдения
В 1990-х годах наблюдения с Земли проводились в момент покрытий звёзд лимбом Тритона. Наблюдения показали наличие более плотной атмосферы, чем было получено по данным Вояджера-2. Давление у поверхности в конце 1990-х годов, как считалось, повысилось до по крайней мере 19 микробар или, возможно, даже до 40 микробар. Другие наблюдения показали повышения температуры на 5% с 1989 до 1998 года.
Наблюдения показали, что на Тритоне в южном полушарии лето, что случается лишь раз в более чем сто лет вблизи солнцестояния. Теории потепления включают сублимацию льда на поверхности Тритона и уменьшение альбедо льда, позволяющее поглощаться большему количеству инфракрасного излучения и света. Другие теории утверждают, что изменения температуры являются результатом нанесения тёмного красноватого вещества вследствие геологических процессов на спутнике. Поскольку альбедо Бонда Тритона является одним из наибольших альбедо среди объектов Солнечной системы, то оценки температуры чувствительны к малейшим его изменениям.